# Sci nautico ai XVII Giochi del Mediterraneo
Le competizioni relative allo sci nautico ai XVII Giochi del Mediterraneo si svolgeranno all' Atatürk Park di Mersin.
Per questo sport sono state organizzate le seguenti prove (sia maschili che femminili):
- Slalom

per un totale di 2 medaglie d'oro messe in palio.
Ogni Paese può iscrivere al massimo 2 concorrenti uomini e 2 donne per prova, con un massimo di 4 uomini e 4 donne per Nazione.

## Podi
| Evento               | Oro           | Perform. | Argento           | Perform. | Bronzo         | Perform. |
| Slalom               |               |          |                   |          |                |          |
| Maschile (dettagli)  | Carlo Allais  |          | Thibault Dailland |          | Matteo Luzzeri |          |
| Femminile (dettagli) | Manon Costard |          | Clementine Lucine |          | Beatrice Ianni |          |

## Medagliere
| Posizione | Paese   |   |   |   | Totale |
| --------- | ------- | - | - | - | ------ |
| 1         | Francia | 1 | 2 | 0 | 3      |
| 2         | Italia  | 1 | 0 | 2 | 3      |
| Totale    | Totale  | 2 | 2 | 2 | 6      |